# Schloss La Roque

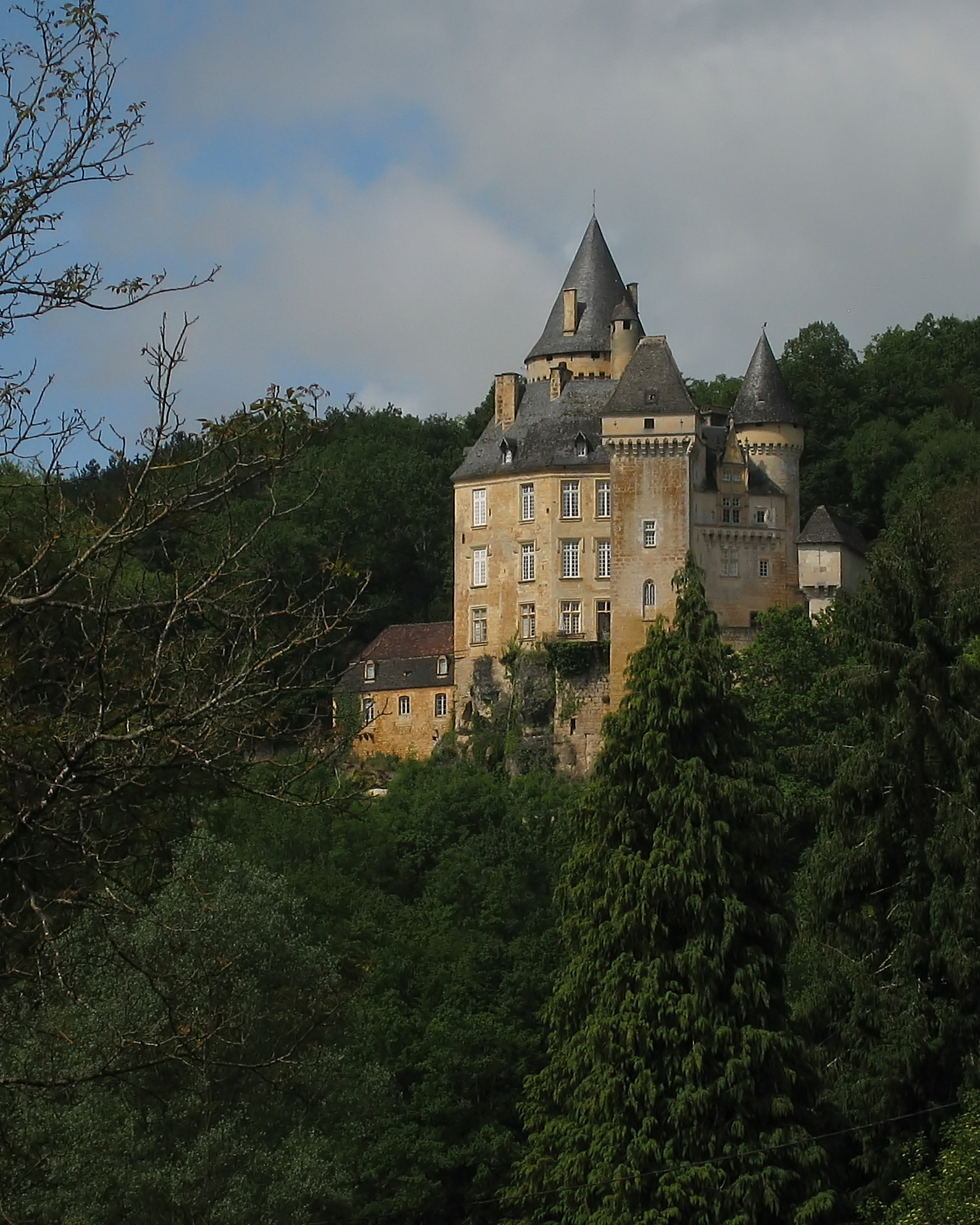
Schloss La Roque

Das privat bewohnte Schloss La Roque steht hoch über der D 25, drei Kilometer nordöstlich der Ortschaft Saint-Cyprien auf dem Gebiet der Gemeinde Meyrals im Département Dordogne des französischen Périgord.
Das Bauwerk führt seinen Namen, da es in dem hügeligen Gelände Teil des Felsens zu sein scheint, auf dem es errichtet wurde. Ein pittoreskes Durcheinander von Türmen mit Spitzdächern konkurriert mit dem hoch aufragenden Wohntrakt. Vom 14. bis zum 17. Jahrhundert wurde an der Befestigung dieses „Adlernestes“ gebaut, am Anfang von einem jüngeren Zweig des Hauses Beynac, später dann von der Familie Beaumont. Die Kapelle des Schlosses ist mit Fresken aus dem 15. und 16. Jahrhundert ausgemalt. Dargestellt sind vor ihrem Schutzheiligen Franz von Assisi kniende Mitglieder der Familie Beaumont, während Gottvater im Gewölbe über allem thront. Hier wurde Christophe de Beaumont, Erzbischof von Paris und entschiedener Gegner Jean-Jacques Rousseaus, im August 1754 per Lettre de cachet gezwungen, sich in ein ehrenvolles Exil zurückzuziehen.